# Lista de conflitos envolvendo a Venezuela

## Tabela
Esta é uma Lista de guerras envolvendo a Venezuela. 
| Conflito                                         | Combatente 1 | Combatente 2                                   | Resultado   |
| ------------------------------------------------ | ------------ | ---------------------------------------------- | ----------- |
| Guerra de Independência da Venezuela (1811–1823) | Venezuela    | Espanha                                        | Vitória     |
| Crise na Venezuela de 1902-1903 (1902–1903)      | Venezuela    | Reino Unido · Reino de Itália · Império Alemão | Compromisso |